# Chlorothraupis carmioli
Chlorothraupis carmioli là một loài chim trong họ Cardinalidae.